# Gunga Din
Gunga Din (ang. Gunga Din) – amerykański film z 1939 roku w reżyserii George’a Stevensa.

## Wyróżnienia
| Rok wyróżnienia | Amerykański Instytut Filmowy                             | Miejsce     |
| --------------- | -------------------------------------------------------- | ----------- |
| 2006            | Lista 100 najbardziej inspirujących filmów wszech czasów | 74. miejsce |